# جغرافیای گامبیا

موقعیت گامبیا در آفریقا.

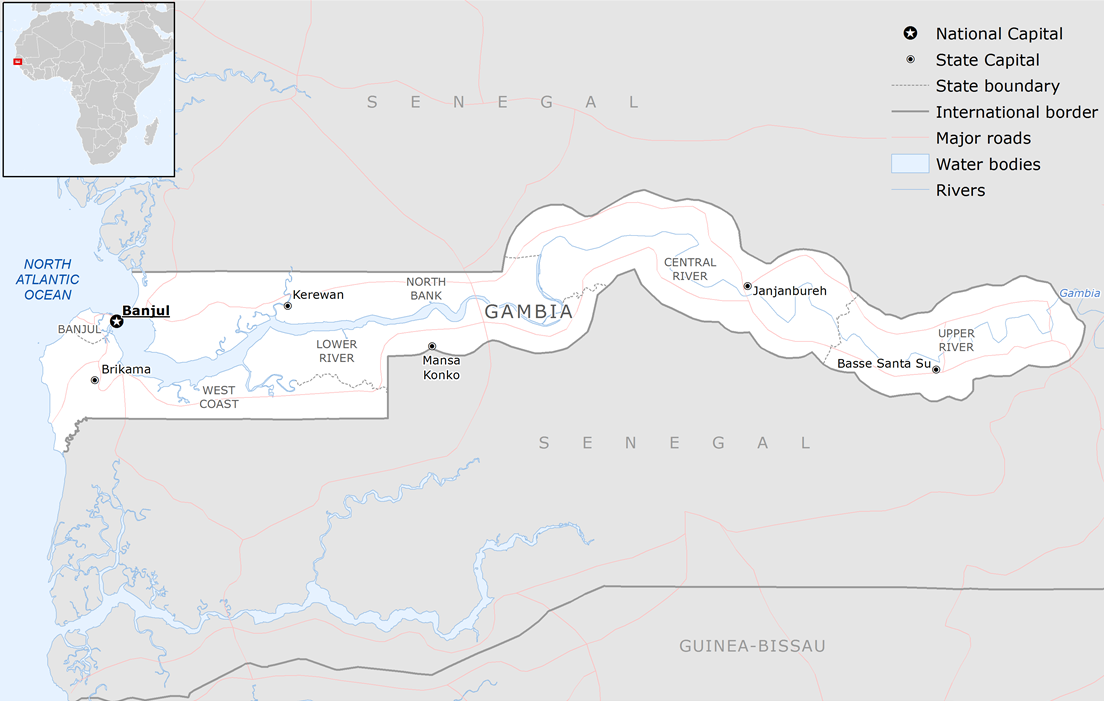
نقشه سیاسی گامبیا.

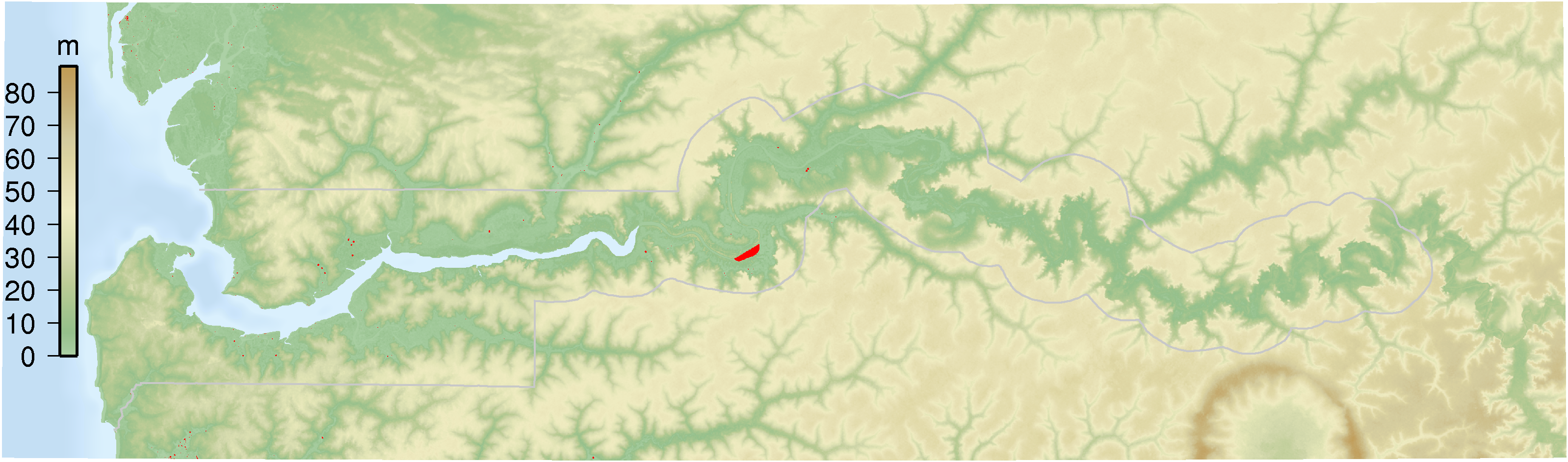
نقشه ناهمواری‌های گامبیا.

گامبیا یک کشور آفریقایی بسیار کوچک و باریک است که مرزهای آن در امتداد رود گامبیا شکل گرفته‌است. جمهوری گامبیا که در سواحل غربی آفریقا بین خط استوا و رأس السرطان قرار دارد، نوار باریکی از زمین را در دو طرف رودخانه گامبیا تشکیل می‌دهد. پهنای این کشور در بیشترین مقدار آن کمتر از ۴۸ کیلومتر است. گامبیا تقریباً در محاصره کامل سرزمینی سنگال قرار دارد و کوچکترین کشور غیرجزیره‌ای آفریقا است.
گامبیا ۳۲۰ کیلومتر از دریا به سمت داخله آفریقا امتداد دارد. این کشور ۴۸ کیلومتر خط ساحلی دارد و مرز شرقی خاک آن ۲۴ کیلومتر بیشتر نیست. ویژگی غالب این کشور، یعنی رودخانه گامبیا، از ارتفاعات فوتا جالون در گینه آغاز می‌شود و به اقیانوس اطلس می‌ریزد. پایتخت کشور، بانجول (که تا سال ۱۹۷۳ باثورست نامیده می‌شد)، جایی است که رودخانه گامبیا به اقیانوس اطلس می‌ریزد.
این کشور همچنین یکی از پرجمعیت‌ترین کشورهای آفریقا است. چند شهر موجود در این کشور در بالای رودخانه قرار دارند، اما بیشتر گامبیایی‌ها در روستاها زندگی می‌کنند. گروه‌های قومی اصلی شبیه به گروه‌های قومی در سنگال هستند و از اکثریت مالینکه تشکیل می‌شوند و همچنین شامل ولوف، فولانی، جولا، و سونینکه می‌شوند. اقتصاد گامبیا به شدت به تولید و صادرات بادام زمینی وابسته است.
گامبیا به خاطر سواحل توریستی خود در کنار اقیانوس اطلس و به دلیل جوفوره، روستای اجدادی مشهور کونتا کینته، شخصیت اصلی رمان معروف ریشه‌ها، نوشته آلکس هیلی، شناخته شده‌است. 
منابع طبیعی این کشور، ماهی، تیتانیوم (روتیل و ایلمنیت)، قلع، زیرکونیوم ، ماسه سیلیس، خاک رس و نفت است.

## مرزها
شکل و اندازه نامتعارف این کشور نتیجه سازش‌های ارضی در قرن نوزدهم توسط بریتانیای کبیر، که کنترل رود گامبیا را در دست داشت، و فرانسه، که مستعمره مجاور، یعنی سنگال را اداره می‌کرد، است.
مرزهای کنونی این کشور در سال ۱۸۸۹ پس از توافق بین بریتانیا و فرانسه مشخص شد. اغلب توسط گامبیایی‌ها ادعا می‌شود که فاصله مرزهای این کشور از رودخانه گامبیا با محدوده‌ای مطابقت دارد که توپ‌های توپخانهٔ نیروی دریایی بریتانیا در آن زمان می‌توانست از پایگاه‌های کنار رودخانه به آن برسد. با این حال، هیچ مدرک تاریخی برای تأیید این گفته وجود ندارد. مرزهای گامبیا در واقع با استفاده از روش‌های بررسی دقیق توسط کمیسیون مرزی فرانسه و بریتانیا مشخص شد.
مذاکرات دوره‌ای در قرن بیستم برای متحد کردن گامبیا و سنگال منجر به کنفدراسیون کوتاه‌مدت سنگامبیا (۱۹۸۲–۱۹۸۹) شد.

## ‌ آب و هوا
آب و هوای گامبیا نیمه‌گرمسیری با فصل گرم و بارانی مشخص از ژوئن تا اکتبر و فصل خشک سردتر از نوامبر تا مه است. شروع و پایان بارندگی‌ها با درجه حرارت بالا و رطوبت بالا مشخص می‌شود، در حالی که فصل خشک با بادهای بسامان و خشک (هارماتان) که از صحرای مرکزی می‌وزد همراه است.
دما از ۹ درجه سانتی‌گراد در ژانویه تا حداکثر ۴۳ درجه سانتی‌گراد در اکتبر متغیر است. به دلیل تأثیر خنک‌کننده اقیانوس، دما در امتداد ساحل کمتر از داخله است. بارندگی از سالی به سال دیگر متفاوت است، اما از میانگین سالانه ۴۸ اینچ در غرب تا ۳۴ اینچ بالای رودخانه متغیر است. به دلیل آب و هوای مرطوب و هوای پُرنمک در امتداد ساحل، فلز به سرعت در گامبیا زنگ می‌زند و خانه‌های نزدیک دریا ممکن است تحت تأثیر هوای نمکی خورنده قرار گیرند. موریانه‌ها در تمام طول سال در خاک و وسایل چوبی به وفور یافت می‌شوند. در فصل خشک، بادهای هارماتان با گرد و غبار ریز می‌وزد. با این حال، دمای معتدل در طول فصل خشک با روزهای عمدتاً آفتابی به گامبیا یکی از دلپذیرترین آب و هواهایی غرب آفریقا را داده‌است.
گامبیا با خطر خشک‌سالی روبه‌رو است به‌طوری که بارندگی آن در ۳۰ سال گذشته ۳۰ درصد کاهش یافته‌است.